# Obrok (Tuhaň)
Obrok (německy Wobrok) je malá vesnice, část obce Tuhaň v jižní části okresu Česká Lípa. Nachází se asi dva kilometry severně od Tuhaně. Prochází zde silnice II/260 z Tuhaně do Blíževedel. Obrok leží v Dokeské pahorkatině, v katastrálním území Domašice o výměře 9,15 km².

## Historie
V písemných pramenech je ves poprvé zmíněna v roce 1367, kdy patřila klášteru v Roudnici nad Labem.

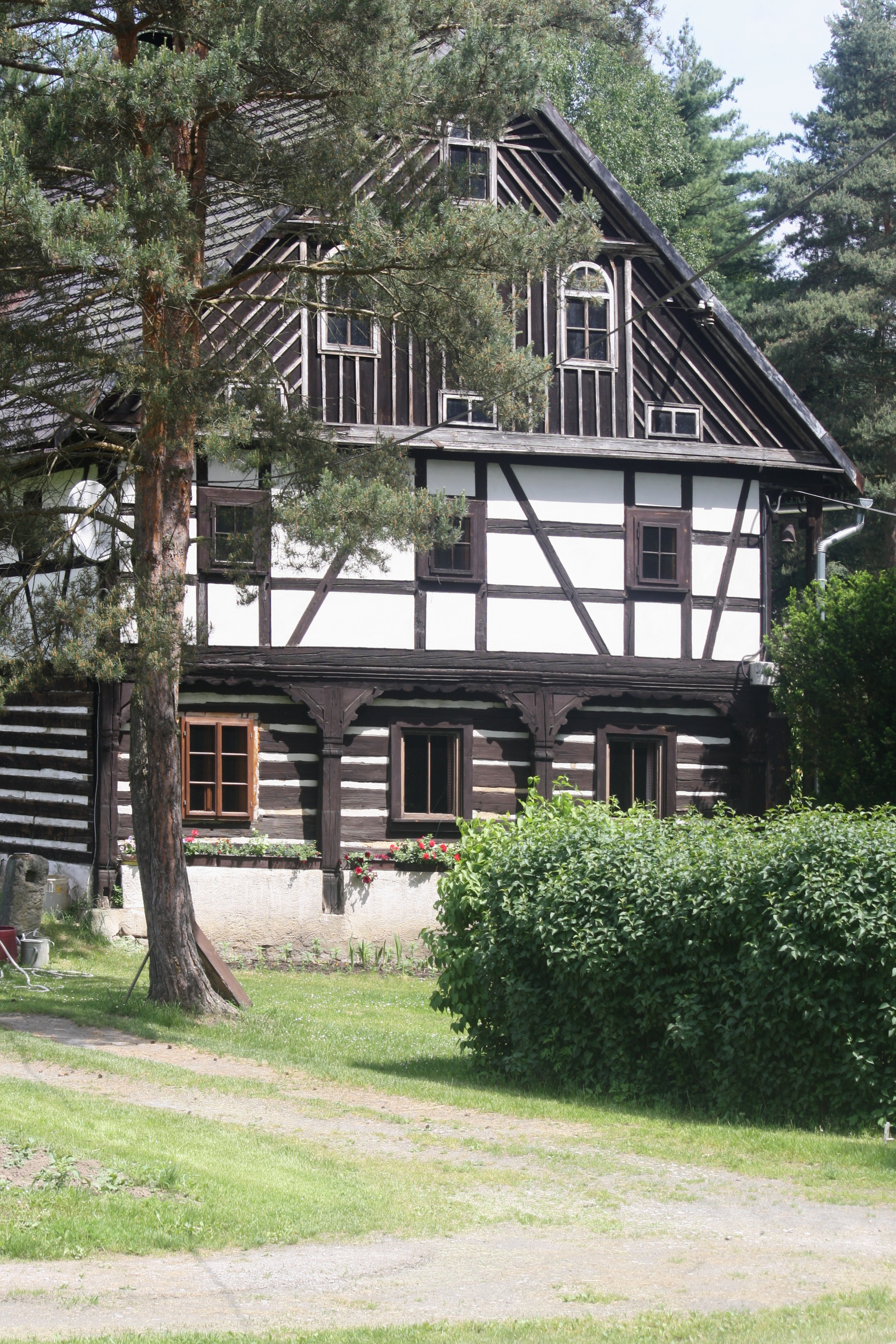
Památkově chráněný dům čp. 13

## Obyvatelstvo
Při sčítání lidu v roce 1921 zde žilo 111 obyvatel (z toho padesát mužů), z nichž byli čtyři Čechoslováci a 107 Němců. Až na čtyři členy nezjišťovaných církví byli římskými katolíky. Podle sčítání lidu z roku 1930 měla vesnice 104 obyvatel: čtrnáct Čechoslováků a devadesát Němců. Kromě čtrnácti evangelíků a jednoho člověka bez vyznání se hlásili k římskokatolické církvi.

## Pamětihodnosti
Okolí obce je zalesněné, vesničkou prochází západní okraj Chráněné krajinné oblasti Kokořínsko – Máchův kraj a zároveň i jihozápadní hranice území evropsky významné lokality Roverské skály. Je zde řada stavení lidové architektury a pramení zde potok Obrtka.

## Doprava, turistika
Obcí prochází cyklotrasa 0058 a modře značená pěší trasa (v této části zvaná Obrocká cesta) z Dubé do Holan. Je zde autobusová zastávka. Vlak v blízkém okolí nejezdí.